# آرتور هوهانیسیان (سیاستمدار)
آرتور قاریبی هوهانیسیان (ارمنی: Արթուր Ղարիբի Հովհաննիսյան؛ زادهٔ ۲۶ مهٔ ۱۹۹۰) یک روزنامه‌نگار، سیاستمدار اهل ارمنستان است که از تاریخ ۲۰۲۱ تا تاریخ ۲۰۲۶ سمت نمایندگی دوره هشتم مجلس ملی جمهوری ارمنستان را برعهده داشت.

## زندگی‌نامه
در ۲۶ مه ۱۹۹۰ در ایروان به دنیا آمد و از دانشکده روزنامه‌نگاری دانشگاه مونته ملکونیان (۲۰۰۷–۲۰۰۸) و دانشکده روزنامه‌نگاری دانشگاه دولتی ایروان (۲۰۱۶) فارغ‌التحصیل شد. 

## یادداشت
1. ↑  Մոնթե Մելքոնյանի անվան համալսարանի լրագրության ֆակուլտետում